# 广亮大门

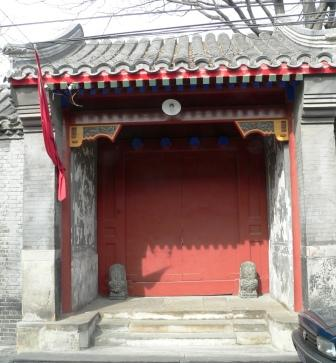
北京民居的广亮大门

广亮大门，又称广樑大门，是中国古代建筑宅门的一种，属于屋宇式大门，在等级上仅次于王府大门，高于金柱大门，为高级官员人家使用。
广亮大门的门扉设在中柱之间，在檐柱之间、檐枋之下装有雀替三幅云等饰件，台基较高。